# Embelia drupacea
Embelia drupacea là một loài thực vật có hoa trong họ Anh thảo. Loài này được (Dennst.) M.R.Almeida & S.M.Almeida mô tả khoa học đầu tiên năm 1993.